# Grant Sjaginjan
Grant Sjaginjan (Armeens: Հրանտ ՇաՀինյան) (Gjulagarak (Lori), 30 juli 1923 - Jerevan 29 mei 1996) was een Armeens-Sovjet turner. 
Sjaginjan won tijdens de Olympische Zomerspelen 1952 de gouden medaille aan de ringen en in de landenwedstrijd en de zilveren medaille in de meerkamp en op het paard voltige. In 1954 werd Sjaginjan zowel wereldkampioen op het paard voltige en in de landenwedstrijd.

## Resultaten

### Olympische Zomerspelen
| Jaar | Plaats   | Resultaten                                                                                         |
| ---- | -------- | -------------------------------------------------------------------------------------------------- |
| 1952 | Helsinki | aan de ringen in de landenwedstrijd in de meerkamp op het paard voltige 4e aan de brug 8e op vloer |

### Wereldkampioenschappen turnen
| Jaar | Plaats | Resultaten                                                    |
| ---- | ------ | ------------------------------------------------------------- |
| 1954 | Rone   | op het paard voltige · in de landenwedstrijd · in de meerkamp |

1896: Ioannis Mitropoulos ·
1904: Herman Glass ·
1924: Francesco Martino ·
1928: Leon Štukelj ·
1932: George Gulack ·
1936: Alois Hudec ·
1948: Karl Frei ·
1952: Grant Sjaginjan ·
1956: Albert Azarjan ·
1960: Albert Azarjan ·
1964: Takuji Hayata ·
1968: Akinori Nakayama ·
1972: Akinori Nakayama ·
1976: Nikolaj Andrianov ·
1980: Aleksandr Ditjatin ·
1984: Koji Gushiken, Li Ning ·
1988: Holger Behrendt, Dmitri Bilozertsjev ·
1992: Vitali Tsjerbo ·
1996: Jury Chechi ·
2000: Szilveszter Csollány ·
2004: Dimosthenis Tampakos ·
2008: Chen Yibing · 
2012: Arthur Zanetti · 
2016: Eleftherios Petrounias · 
2020: Liu Yang · 
2024: Liu Yang
1904: Grieb, Hess, Heida, Kassell, Lenhart, Reckeweg ·
1908: Åsbrink, Bertilsson, Cedercrona, Cervin, Degermark, Folcker, Forssman, Granfelt, Hårleman, Hellsten, Höjer, Holmberg, Holmberg, Holmberg, Jahnke, Jarlén, Johnsson, Johnsson, von Kantzow, Landberg, Lanner, Ljung, Moberg, Norberg, Norberg, Norberg, Norling, Norling, Olson, Peterson, Rosén, Rosenquist, Sjöblom, Sörvik, Sörvik, Svensson, Vingqvist, Widforss ·
1912: Bianchi, Boni, Braglia, Domenichelli, Fregosi, Gollini, Loi, Maiocco, Mangiante, Mangiante, Mazzarocchi, Romano, Salvi, Savorini, Tunesi, Zampori, Zanolini, Zorzi ·
1920: Andreoli, Bellotto, Bianchi, Bonatti, Cambiaso, Contessi, Costigliolo, Costigliolo, Domenichelli, Ferrari, Fregosi, Ghiglione, Levati, Loi, Lucchetti, Maiocco, Mandrini, Mangiante, Marovelli, Mastromarino, Paris, Pastorini, Roselli, Salvi, Tubino, Zampori, Zorzi ·
1924: Cambiaso, Lertora, Lucchetti, Maiocco, Mandrini, Martino, Paris, Zampori ·
1928: Grieder, Güttinger, Hänggi, Mack, Miez, Pfister, Steinemann, Wezel ·
1932: Capuzzo, Guglielmetti, Lertora, Neri, Tognini ·
1936: Beckert, Frey, Schwarzmann, Stadel, Stangl, Steffens, Volz, Winter ·
1948: Aaltonen, Huhtanen, Laitinen, Rove, Saarvala, Salmi, Savolainen, Teräsvirta ·
1952: Beljakov, Berdijev, Korolkov, Leonkin, Moeratov, Perelman, Sjaginjan, Tsjoekarin ·
1956: Azarjan, Moeratov, Sjachlin, Stolbov, Titov, Tsjoekarin ·
1960: Aihara, Endo, Mitsukuri, Ono, Takemoto, Tsurumi ·
1964: Endo, Hayata, Mitsukuri, Ono, Tsurumi, Yamashita ·
1968: Endo, S. Kato, T. Kato, Kenmotsu, Nakayama, Tsukahara ·
1972: Kasamatsu, Kato, Kenmotsu, Nakayama, Okamura, Tsukahara ·
1976: Fujimoto, Igarashi, Kajiyama, Kato, Kenmotsu, Tsukahara ·
1980: Andrianov, Azarjan, Ditjatin, Makoets, Markelov, Tkatsjov ·
1984: Conner, Daggett, Gaylord, Hartung, Johnson, Vidmar ·
1988: Artemov, Bilozertsjev, Gogoladze, Charkow, Ljoekin, Novikov ·
1992: Belenki, Korobtsjinski, Misjoetin, Sjaripov, Tsjerbo, Voropajev ·
1996: Sergei Charkow, Krjoekov, Nemov, Podgorny, Troesj, Vasilenko, Voropajev ·
2000: Huang, Li, Xiao, Xing, Yang, Zheng ·
2004: Kashima, Mizutori, Nakano, Tomita, Tsukahara, Yoneda ·
2008: Chen, Huang, Li, Xiao, Yang, Zou ·
2012: Chen, Feng, Guo, Zhang, Zou ·
2016: Katō, Shirai, Tanaka, Uchimura, Yamamuro ·
2020: Abljazin, Beljavskij, Dalalojan, Nagorny ·
2024: Hashimoto, Kaya, Oka, Sugino, Tanigawa